# Norrlanda Fornstuga

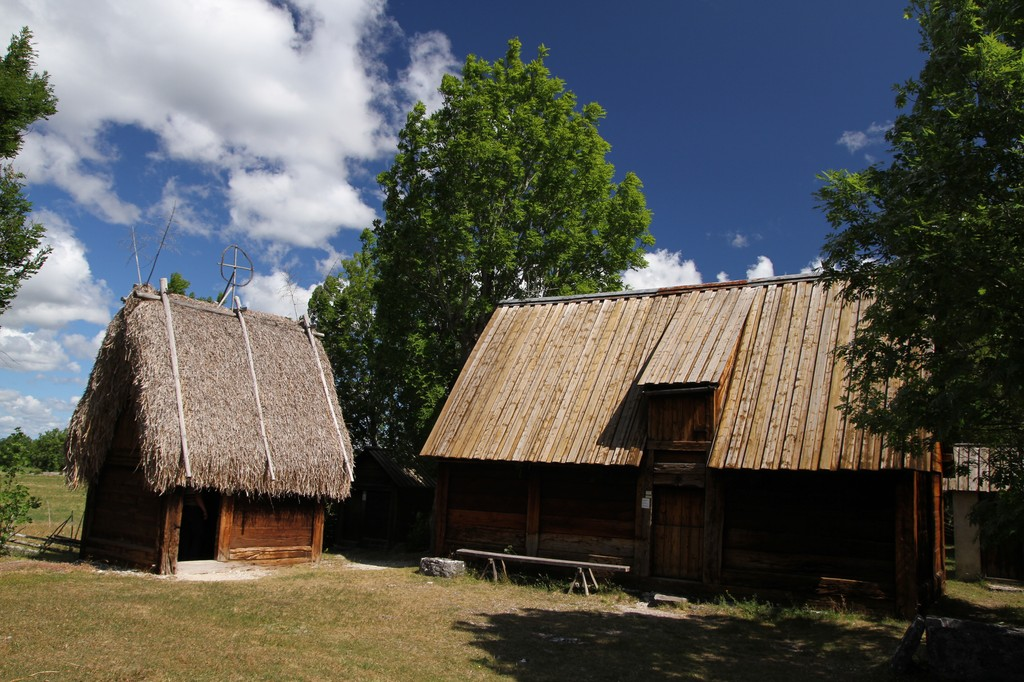
Norrlanda fornstuga

Norrlanda Fornstuga ist ähnlich wie der Museumshof Petes ein Freilichtmuseum auf der schwedischen Insel Gotland in der ehemaligen Kirchengemeinde Norrlanda. Norrlanda Fornstuga wird als ein „Alltagsmuseum“ bezeichnet, da es das Alltagsleben während des 18. Jahrhunderts zeigt.

## Gründung
Die Gründung des Museums wurde von Gustav Larsson (1893–1985), einem gotländischen Dichter, veranlasst. Er kaufte im Jahre 1924 ein altes Häuschen bei Lina in Hörsne, das er zum Ort des heutigen Museums verlegen ließ. Im Jahre 1955 überließ sein Bruder John das Land einer Stiftung und die Brüder widmeten sich der Pflege des Museums.

## Gebäude
Linastuga ist ein kleines Bohlenhaus mit Giebeleingang, bestehend aus einem kleinen Vorraum mit Stiege zum Dachboden und dem Alltagsraum. Dieser besaß einen großen offenen Kamin im Osten und ein Wandbett, ein so genanntes Vorhangbett. In der südlichen Ecke befinden sich, dicht nebeneinander, zwei kleine Fenster. Dies ist der Platz für Tisch und Stühle. Alle Dinge des Raumes zeugen vom Alltagsleben auf einem kleinen Hof mit Eigenversorgung im 18. Jahrhundert.
Um das Wohnhaus liegen Nebengebäude, in denen Geräte und Werkzeuge gezeigt werden, die für die tägliche Arbeit notwendig waren und zu Höfen dieser Art gehören konnten. Diese Nebengebäude stammen von unterschiedlichen Plätzen des Kirchspiels und aus seiner Umgebung. Einige wurden anhand alter Beschreibungen rekonstruiert. Der Viehstall wird auf das 17. Jahrhundert datiert und kommt aus Dibjers in Hörsne. Er stellt eines der ältesten erhaltenen Bohlenhäuser der Insel dar. Die Trockensauna wurde bei Bendes in Anga von mehreren Nachbarfamilien genutzt, um Leinen zu trocknen und zu verarbeiten. Hier wurde auch Malz zu Getränken verwertet. Außerdem gibt es Geräteschuppen, Heuschober und Speicher, eine  Schmiede, eine Teerbude, eine Strandbude und eine Gästehütte. Alles waren Bestandteile eines damaligen Haushalts. Hinzu kommt ein plumper Stein mit Wetzrillen – der so genannte Schwerter-Schleifstein.
Zum Museum gehören auch Gebäude außerhalb Norrlandas:
- Am Meer bei Hammars liegt eine Gotländische Fischerstelle mit Strandbuden.
- Bei Djupän nahe Hammars steht eine Wassermühle aus dem 18. Jahrhundert.
- Neben der Kirche von Norrlanda erhebt sich die Magnsarve-Windmühle, die auch vom Museum unterhalten wird.